# Goodbye, Mr. Chips (film, 1969)
Pour les articles homonymes, voir Goodbye, Mr. Chips.
Goodbye, Mr. Chips est un film américain réalisé par Herbert Ross, sorti en 1969.

## Synopsis
Arthur Chipping, professeur dans un collège anglais, mène une existence de solitaire. De nature discrète, il ne parvient à s'imposer auprès de ses élèves. Lors d'un voyage en Italie, notamment à Pompéi, il tombe sous le charme de la séduisante Katherine. Il l'épouse et se métamorphose grâce à son amour. Il parvient alors à gagner le respect des écoliers. C'est alors que la guerre éclate, alors qu'Arthur continue à enseigner et à espérer que ses mérites soient enfin reconnus, il est nommé Directeur de l'école mais, avant d'avoir pu annoncer la nouvelle à Katherine, celle-ci est tuée lors d'un bombardement. Monsieur Chipping, que sa femme appelait "Chips", se consacre alors à sa vocation d'enseignant.

## Fiche technique
- Titre : Goodbye, Mr. Chips
- Réalisation : Herbert Ross
- Scénario : Terence Rattigan d'après le roman de James Hilton
- Production : Arthur P. Jacobs
- Musique : John Williams
- Photographie : Oswald Morris
- Costumes : Julie Harris
- Montage : Ralph Kemplen
- Pays de production :  États-Unis
- Langue : Anglais
- Format : Couleurs - 2,20:1
- Genre : Film dramatique, Comédie musicale
- Durée : 155 minutes
- Dates de sortie :
  - États-Unis : 5 novembre 1969 (New York)
  - Royaume-Uni : 24 novembre 1969
  - France : 20 mars 1970
- Affiches : Raymond Elseviers (Belgique), Clément Hurel (France)

## Distribution
- Peter O'Toole (VF : Bernard Dhéran) : Arthur Chipping
- Petula Clark : Katherine Bridges
- Michael Redgrave (VF : Jean Michaud) : Le directeur
- Alison Leggatt : La femme du directeur
- Siân Phillips (VF : Nathalie Nerval) : Ursula Mossbank
- Michael Bryant (VF : Philippe Mareuil) : Max Staefel
- George Baker (VF : Robert Party) : Lord Sutterwick
- Clinton Greyn (VF : Jean-Claude Balard) : Bill Calbury
- Richard Vernon (VF : Jean Berton) : le président du conseil des administrateurs de Brookfield
- Michael Ridgeway (VF : Pierre Guillermo) : David
- Jack Hedley (VF : Antoine Marin) : William Baxter